# Blackbolbus falcatus
Blackbolbus falcatus är en skalbaggsart som beskrevs av Henry Fuller Howden 1985. Blackbolbus falcatus ingår i släktet Blackbolbus och familjen Bolboceratidae. Inga underarter finns listade.